# Gara Etterbeek
Gara comunei Etterbeek se află pe valea ce desparte comunele Etterbeek și Elsene. Biroul de mișcare se află la Etterbeek, pe când restul într-o clădire suspendată deasupra văii.
Gara deservește cele două comune, cât și Universitatea Liberă din Bruxelles (VUB).
1. 1 2 3 4   https://cdn.belgiantrain.be/-/media/files/pdf/train-s/map-train-s-bruxelles-fr-2022.ashx?la=fr?v=6b2be0e6ba7641cf9308358049201a5e&hash=1B589C34A5E246D4C5771D1F3712C5847C66F70B Lipsește sau este vid: |title= (ajutor)